# Educazione differenziata
L'uso del termine educazione differenziata si è diffuso in ambito pedagogico e sociologico per indicare un modello educativo che promuove la valorizzazione delle specificità femminili e maschili a scuola attraverso la separazione di maschi e femmine durante le attività scolastiche. Sotto l'aspetto organizzativo, si parla anche di educazione omogenea.
L'educazione differenziata è una delle modalità pratiche più diffuse per realizzare la cosiddetta personalizzazione dell'azione educativa. Il suo scopo è di favorire in ambito educativo la effettiva parità di opportunità tra maschi e femmine tenendo conto delle loro differenze cognitive, dei diversi tempi di maturazione, ecc. al fine di una crescita armonica di ciascuno.

## L'educazione differenziata nel mondo
In base ai dati diffusi nel 2009 in tutto il mondo sono circa 40 milioni i ragazzi e le ragazze che usufruiscono di un'educazione differenziata in base al sesso. In molti Paesi – particolarmente negli U.S.A., in Gran Bretagna e in Australia – è abbastanza diffuso un movimento pedagogico che ritiene conveniente che gli istituti scolastici possano scegliere tra varie forme di organizzazione didattica in base al sesso degli alunni. Nel 2004 il movimento ha ottenuto fra l'altro una modifica della normativa federale in USA, sostenuta anche da Hillary Clinton .

## Didattica e neuroscienze
I sostenitori di questo modello educativo sottolineano che per garantire nei fatti le pari opportunità tra uomini e donne occorre tenere conto a scuola del fatto che neurologia, genetica e psicologia evolutiva indicano che alcune differenze tra maschi e femmine sono innate. Per questo motivo, l'educazione differenziata prevede modalità e strategie didattiche differenti, ma il curricolo per i ragazzi e le ragazze è lo stesso, il livello accademico che si esige agli uni e alle altre ha la medesima qualità .

## Buone pratiche per la parità maschi/femmine a scuola
Per individuare e favorire il corretto trattamento delle differenze che promuovono
la parità tra uomini e donne, si stanno diffondendo le cosiddette buone pratiche pedagogiche divulgate soprattutto dallo psicologo americano Leonard Sax, direttore esecutivo della  National Association for Single-Sex Public Education, su singlesexschools.org.(USA), e dalla pedagogista inglese Sheila Cooper, direttore esecutivo della 
 Girls' Schools Association, su gsa.uk.com.(Gran Bretagna), che da anni documentano le esperienze realizzate nei rispettivi ambiti di azione.
In questa prospettiva, sono molto citati i risultati delle ricerche del sociologo americano Cornelius Riordan (Departement of Education degli USA) sugli effetti delle scuole differenziate per sesso e di quelle miste.
Negli ultimi anni alcune università hanno incluso nei propri curricula lo studio delle recenti acquisizioni neuroscietifiche sulle differenze tra maschi e femmine e sulle loro conseguenze nell'attività didattica .